# Afánteia
Afánteia är en ort i Cypern.   Den ligger i distriktet Eparchía Ammochóstou, i den östra delen av landet, 20 km öster om huvudstaden Nicosia. Afánteia ligger 57 meter över havet och antalet invånare är 713. Den ligger på ön Cypern.
Terrängen runt Afánteia är platt.Trakten runt Afánteia är ganska glesbefolkad, med 25 invånare per kvadratkilometer. Närmaste större samhälle är Latsia, 19,7 km väster om Afánteia. Trakten runt Afánteia består till största delen av jordbruksmark.
Medelhavsklimat råder i trakten. Årsmedeltemperaturen i trakten är 23 °C. Den varmaste månaden är juni, då medeltemperaturen är 35 °C, och den kallaste är januari, med 11 °C. Genomsnittlig årsnederbörd är 450 millimeter. Den regnigaste månaden är december, med i genomsnitt 99 mm nederbörd, och den torraste är augusti, med 1 mm nederbörd.